# Старолюбино
Старолю́бино (рос. Старолюбино, башк. Иҫке Любин) — присілок у складі Стерлібашевського району Башкортостану, Росія. Входить до складу Бузатівської сільської ради.
Населення — 14 осіб (2010; 34 в 2002).
Національний склад:
- росіяни — 76%